# پارک تنوجی

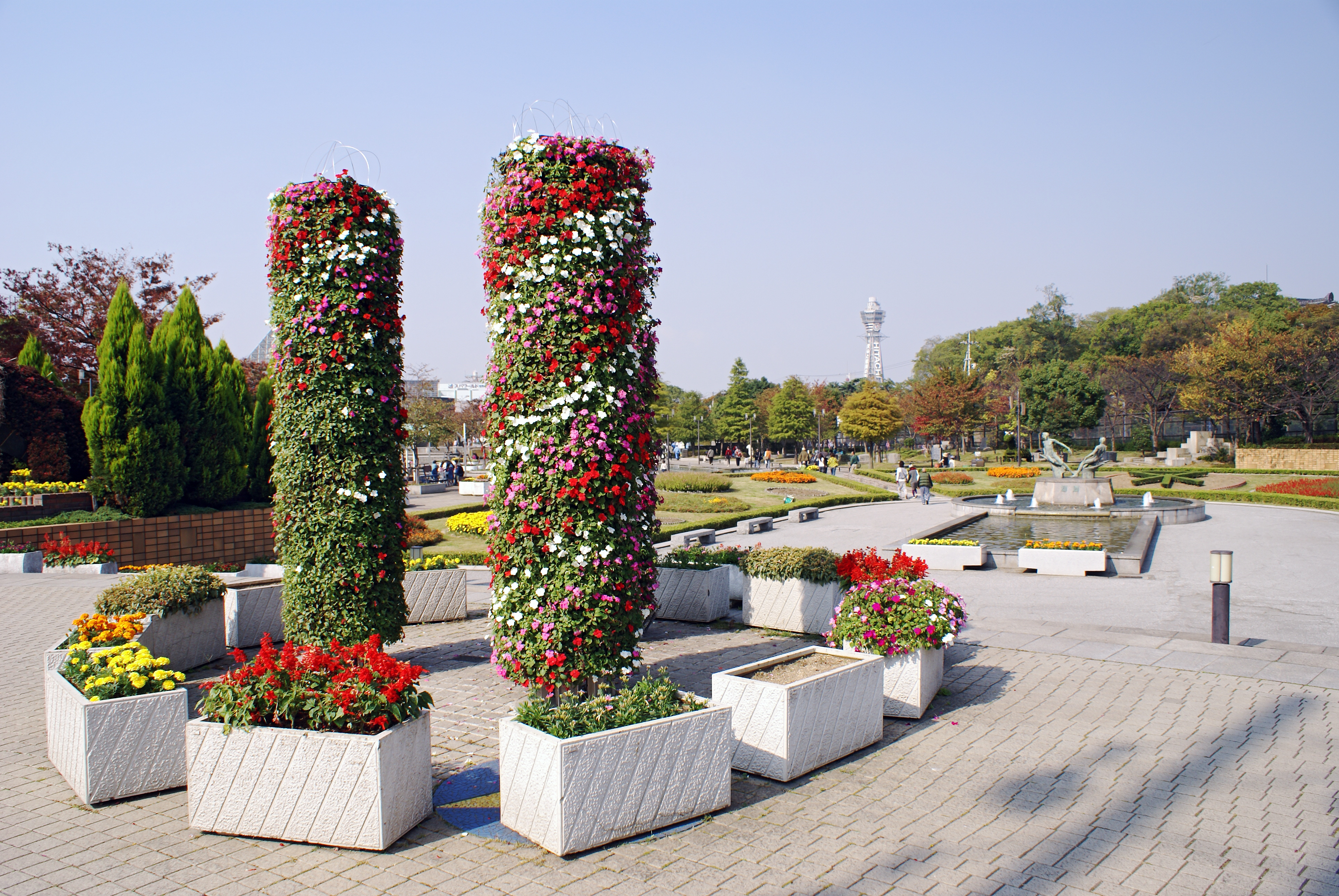
نمایی از پارک تنوجی

پارک تنوجی (به ژاپنی: 天王寺公園) نام بوستان و باغ گیاه‌شناسی در اوساکا، ژاپن است.